# Sonate K. 277
La sonate K. 277 (F.225/L.183) en ré majeur est une œuvre pour clavier du compositeur italien Domenico Scarlatti.

## Présentation
La sonate K. 277, en ré majeur, notée Cantabile andantino, forme un couple avec la sonate suivante, de même tonalité. L'écriture est pleine de charme et l'éloquence lyrique naturelle de style galant. La structure est proche de celle de la K. 164, un exemple de gestes communs aux sonates partageant la même tonalité.

## Manuscrits
Le manuscrit principal est le numéro 12 du volume V (Ms. 9776) de Venise (1753), copié pour Maria Barbara ; les autres sont Parme VII 6 (Ms. A. G. 31412), Münster (D-MÜp) IV 7 (Sant Hs 3967) et Vienne B 7 (VII 28011 B). Une copie figure à la Morgan Library, manuscrit Cary 703 no 128,.

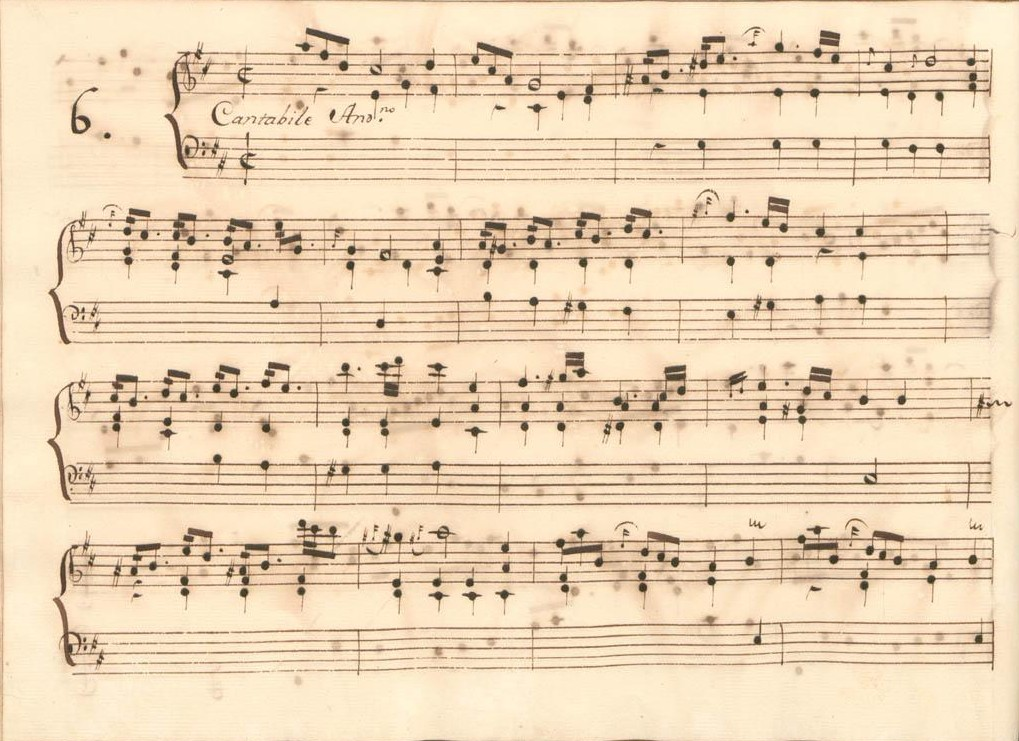
Parme VII 6.
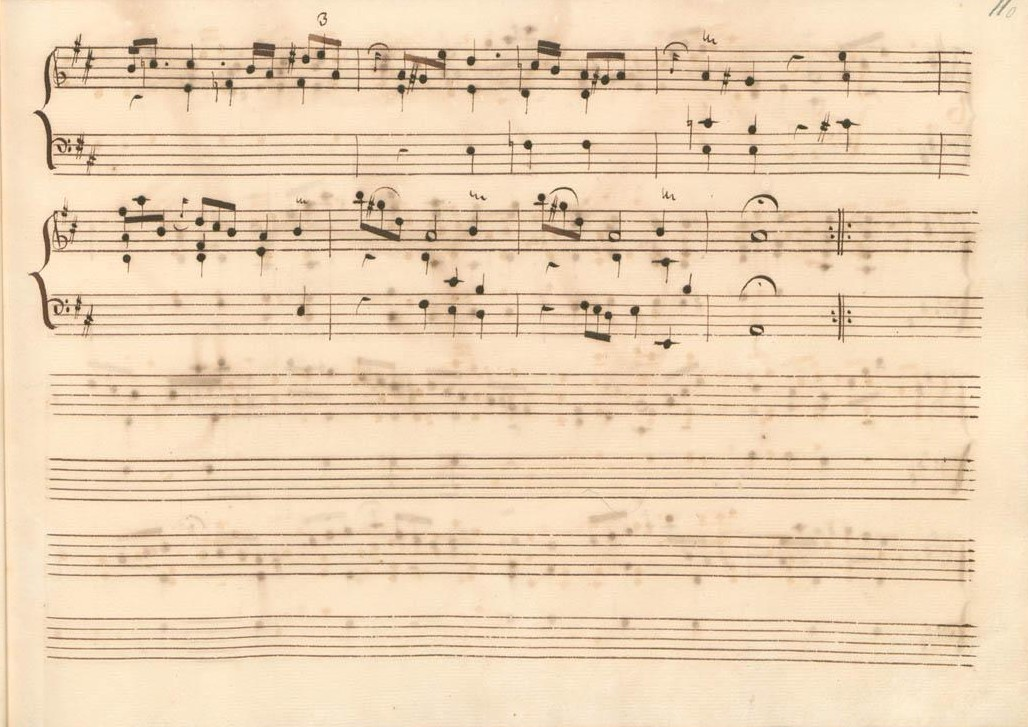
Parme VII 6 (fin de la première section).
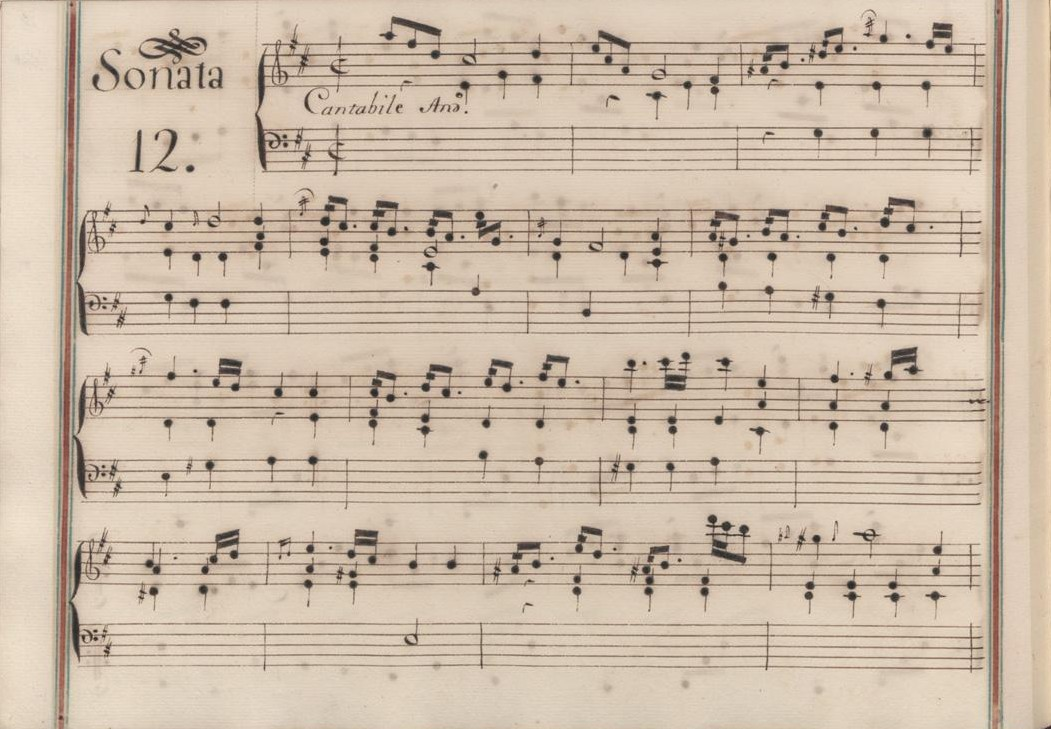
Venise V 12.
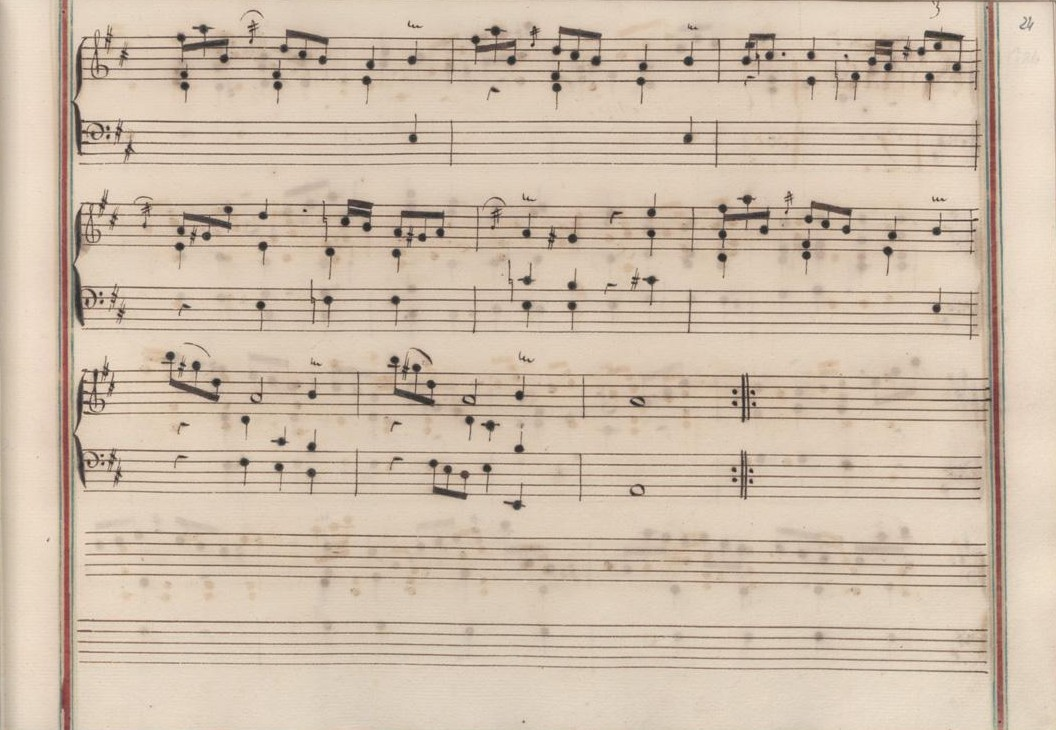
Venise V 12 (fin de la première section).
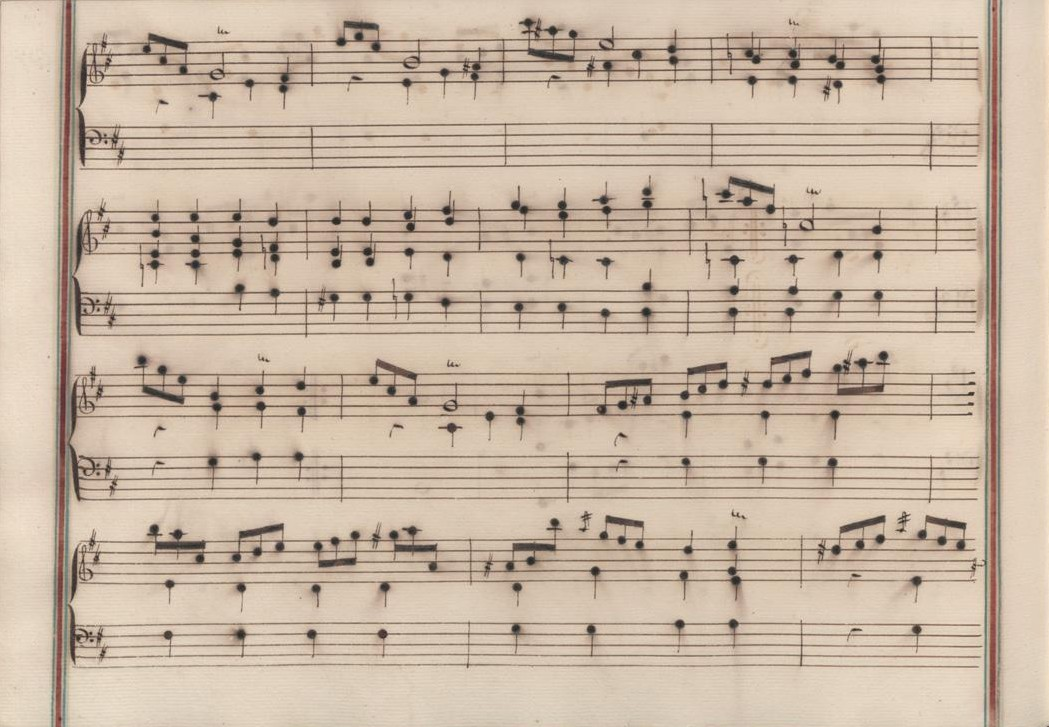
Venise V 12 (début de la seconde section).
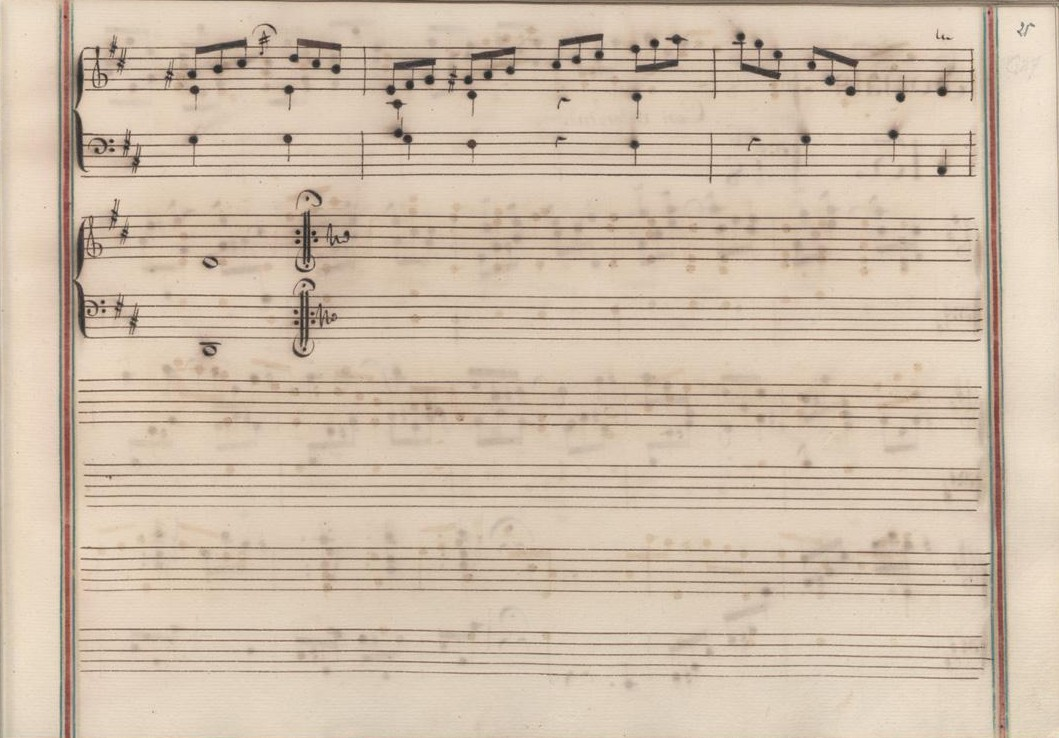
Venise V 12 (fin de la sonate).

## Interprètes
La sonate K. 277 est défendue au piano, notamment par Francesco Nicolosi (2007, Naxos, vol. 9), Carlo Grante (2012, Music & Arts, vol. 3) ; au clavecin, elle est jouée par Gudula Kremers (1973, SWR Classic Archive), Luciano Sgrizzi (1968, The Record Society), Scott Ross (1985, Erato), Colin Tilney (1987, Dorian), Andreas Staier (1991, DHM), Richard Lester (2001, Nimbus, vol. 2), Pieter-Jan Belder (Brilliant Classics) et Pierre Hantaï (2016, Mirare, vol. 5).

## Sources
: document utilisé comme source pour la rédaction de cet article.
- Ralph Kirkpatrick (trad. de l'anglais par Dennis Collins), Domenico Scarlatti, Paris, Lattès, coll. « Musique et Musiciens », 1982 (1re éd. 1953 (en)), 493 p. (ISBN 978-2-7096-0118-4, OCLC 954954205, BNF 34689181).
- Alain de Chambure, « Domenico Scarlatti, Intégrale des sonates — Scott Ross », Erato/Éditions Costallat (2564-62092-2 (livret : 2292-45309-2)), 1985 (OCLC 891183737) .
- (en) W. Dean Sutcliffe, The Keyboard Sonatas of Domenico Scarlatti and Eighteenth-Century Musical Style, Cambridge / New York, Cambridge University Press, 2008, xi-400 (ISBN 978-0-521-07122-2, OCLC 1005658462, BNF 42017486, présentation en ligne), p. 11–15
- (en) Carlo Grante, « Domenico Scarlatti, intégrale des sonates pour clavier (vol. 3) », Music & Arts (CD-1292), 2013 (OCLC 907929504) .